# 特溫萊克斯 (明尼蘇達州馬諾門縣)
特溫萊克斯（英語：Twin Lakes）是位於美國明尼蘇達州馬諾門縣利特爾埃爾博鎮區及特溫萊克斯鎮區的一個普查規定居民點。

## 人口
根據2020年美國人口普查的數據，特溫萊克斯的面積為11.07平方千米，當中陸地面積為6.92平方千米，而水域面積為4.15平方千米。當地共有人口192人，而人口密度為每平方千米17.34人。